# Route du Champ-d'Entraînement
La route du Champ-d'Entraînement est une voie située dans le 16e arrondissement de Paris, en France.

## Situation et accès
La voie borde Neuilly-sur-Seine (boulevard Richard-Wallace), au nord-ouest du bois de Boulogne, au niveau de la porte de Madrid.
Elle est desservie par la ligne 1 du métro à la station Pont de Neuilly.

## Origine du nom
La voie porte son nom en raison de sa proximité avec l'ancien champ d'entraînement de l'hippodrome de Longchamp, de nos jours occupé par des terrains de sport.

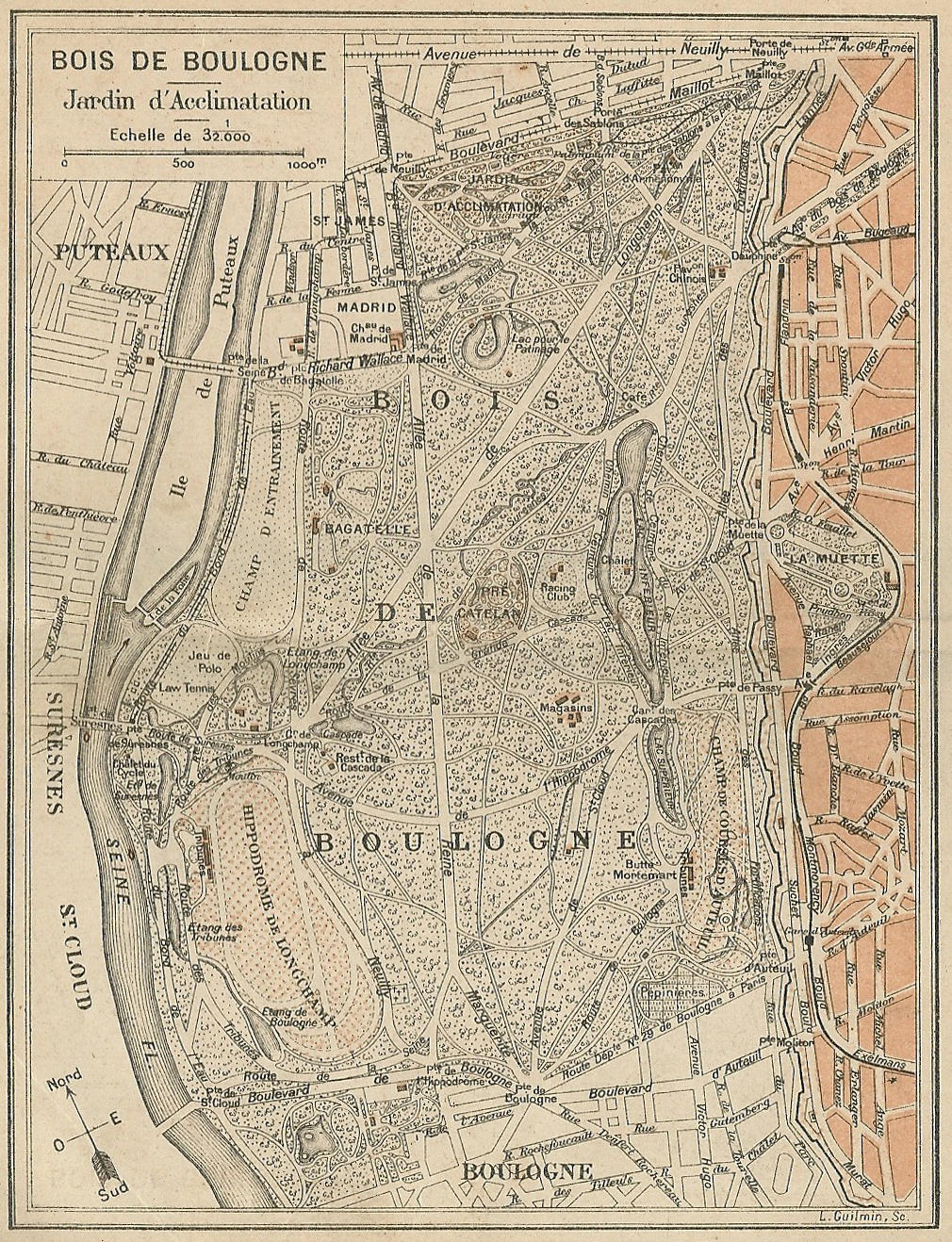
Carte du bois de Boulogne entre 1905 et 1921 (le champ d'entraînement était au nord-ouest).

## Bâtiments remarquables et lieux de mémoire
- no 4 : villa Windsor, construite par l’architecte Roger Bouvard en 1928-1929. De style georgien, elle est vaste de 1 000 m2 et compte 14 pièces. Habitée entre 1944 et 1946 par le général de Gaulle, elle est louée de 1952 à 1986 par l'ancien roi britannique Édouard VIII et son épouse l’Américaine Wallis Simpson. En 1986, après la mort de Wallis Simpson, la villa connaît un nouveau locataire en la personne de l’homme d’affaires égyptien Mohamed Al-Fayed, qui la restaure et la modernise. Mais celui-ci, en 2018, résilie le bail le liant à la Ville de Paris, propriétaire des lieux. À partir de 2023, des travaux ont lieu afin d'ouvrir le site au public[2],[3].
- no 10 : en 1926, le maharadjah de Kapurthala Jagatjit Singh fait construire un hôtel particulier pour son épouse, l'ancienne danseuse Anita Delgado. La propriété est plus tard acquise par la Ville de Paris. Une convention d'occupation du domaine public est conclue pour une durée de 18 ans, du 3 novembre 2003 au 2 novembre 2021, entre la Ville de Paris et l'association les Chais de Bagatelle. Plusieurs sociétés y étaient domiciliées, dont la société Esprit de Château dirigée par Pascaline D'andlau-Hombourg née Mirat, épouse du comte Christian d'Andlau-Hombourg. Leur fils, l'œnologue Xavier Charvin d'Andlau, plante une vigne dans le jardin en 2004. En 2021, son « domaine de Paris-Bagatelle » compte 470 pieds répartis sur 27 rangs. Il s'agit de nos jours de l'une des rares vignes de la région francilienne (malgré une tradition millénaire, perdue au XIXe siècle avec le développement du chemin de fer) et la seule de Paris entre des mains privées (la vigne de Montmartre appartient à la ville de Paris). Il s'agit d'un vin biologique effervescent, dont 250 bouteilles sont produites chaque année[1]. Par décision du Tribunal administratif de Paris du 24 avril 2023, il est enjoint à l'association les Chais de Bagatelle et à la Société Esprit de Bagatelle d'évacuer les locaux qu'ils occupent sans droit, ni titre, la convention d'occupation du domaine public ayant expiré[4]. L'association les Chais de Bagatelle forme un pourvoi devant le Conseil d'État mais son désistement est constaté par arrêt du 19 juillet 2023[5].
L'hôtel particulier de deux étages compte un jardin d'hiver de 150 m² et un parc d'un demi-hectare. Il est proposé à la location pour des évènements lié au vignoble[6].
- Sur l'autre côté de la rue, l'émir du Qatar possède une propriété[1].